# Alexas (Gemmenschneider)
Alexas (altgriechisch Άλεξᾶς) war ein griechischer Gemmenschneider, der im 1. Jahrhundert v. Chr. vermutlich in Rom tätig war. Seine Söhne und Schüler waren die Gemmenschneider Kointos und Aulos.
Von den von Alexas signierten Steinen kann ihm das Fragment einer aus einem Onyx geschnittenen Kamee sicher zugeordnet werden, die ein Seeungeheuer und ein Ruder zeigt. Die Kamee befindet sich in der Sammlung des British Museum. Ein in der Antikensammlung Berlin befindlicher Stein, der keine Künstlersignatur aufweist, wurde von Marie-Louise Vollenweider wegen seiner stilistischen Ähnlichkeiten ebenfalls Alexas zugeordnet. Auf diesem Stein wird Herakles gezeigt, wie er ein Seeungeheuer tötet. Ein ebenfalls in der Antikensammlung Berlin befindlicher Karneol mit der Signatur des Alexas, auf dem ein wütender Stier dargestellt wird, gilt als Fälschung.